# Trekungamötet 1101

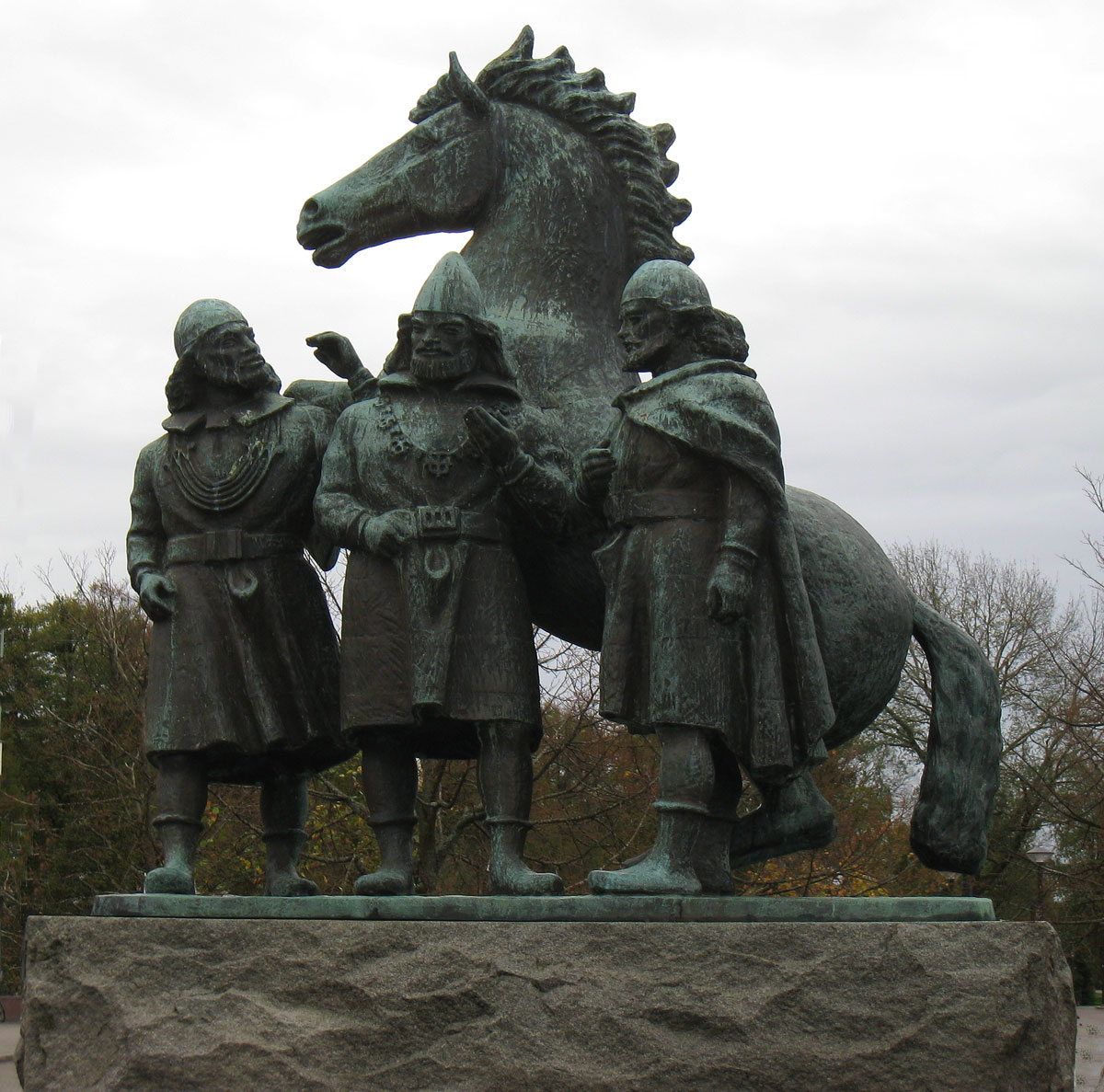
Tre kungar. Staty på Nytorget i Kungälv av Arvid Källström

Trekungamötet vid Göta älvs mynning var ett möte som hölls 1101 mellan de tre nordiska kungarna Magnus Olavsson (Magnus Barfot) från Norge, Inge den äldre från Sverige och Erik Ejegod från Danmark för att sluta fred. Enligt Snorre giftes Inge den äldres dotter Margareta bort med kung Magnus Barfot vid detta tillfälle för att bekräfta freden. Efter detta fick hon namnet Margareta Fredkulla.
Det är inte känt exakt var detta möte utspelade sig, men enligt Snorre Sturlassons Heimskringla skedde det "ved Konghelle i Elv", det vill säga i närheten av  Kungahälla.
I de isländska sagorna omtalas vid flera tillfällen möten vid "landamäret vid älven" där fornisländska "landamäre" både kan syfta på en gräns, eller ett bestämt landmärke. Knytlingasagan nämner att detta trekungamöte skedde just vid "landamäret vid älven" i närheten av både Kungahälla och Lödöse.
I verket Morkinskinna anges i samband med ett möte mellan 1000-talskungarna Knut den helige från Danmark och Olav Kyrre från Norge, att de träffades "öster ut i Älven där som kungastämmor brukade hållas".

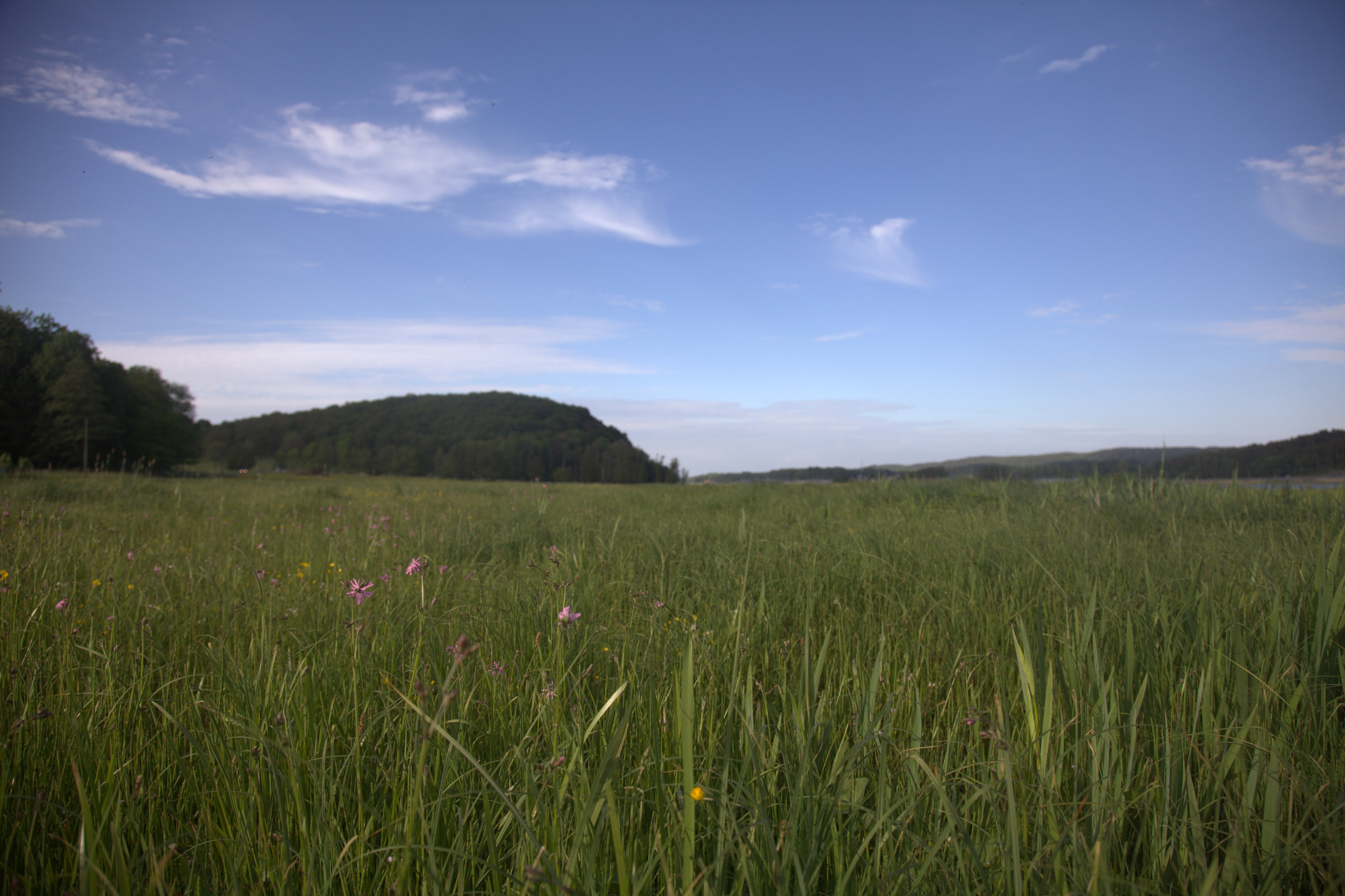
Marieberg norr om Kungälv där trekungamötet eventuellt ägde rum.

En teori, framförd av flera arkeologer, är att platsen skulle kunna vara Marberget, på västra stranden av Göta älv, i höjd med samhället Nödinge. 57°53′24.4″N 12°1′57″Ö / 57.890111°N 12.03250°Ö